# Pugilato ai XVIII Giochi panamericani - Pesi massimi
Il torneo di pugilato dei pesi massimi (limite di 91 kg) ai XVIII Giochi panamericani si è svolto a Lima, in Perù dal 28 luglio al 2 agosto 2019 e vi hanno preso parte 8 pugili di 8 differenti nazioni.

## Risultati
|  | Quarti di finale 28 luglio 2019 | Quarti di finale 28 luglio 2019 | Quarti di finale 28 luglio 2019 |                |                 | Semifinali 30 luglio 2019 | Semifinali 30 luglio 2019 | Semifinali 30 luglio 2019 |  |  | Finale 1 agosto 2019 | Finale 1 agosto 2019 | Finale 1 agosto 2019 |  |
|  |                                 |                                 |                                 |                |                 |                           |                           |                           |  |  |                      |                      |                      |  |
|  | Erislandy Savón                 | Erislandy Savón                 | 5                               |                |                 |                           |                           |                           |  |  |                      |                      |                      |  |
|  | Erislandy Savón                 | Erislandy Savón                 | 5                               |                |                 |                           |                           |                           |  |  |                      |                      |                      |  |
|  | Bryan Colwell                   | Bryan Colwell                   | 0                               |                |                 |                           |                           |                           |  |  |                      |                      |                      |  |
|  | Bryan Colwell                   | Bryan Colwell                   | 0                               |                | Erislandy Savón | Erislandy Savón           | 3                         |                           |  |  |                      |                      |                      |  |
|  |                                 |                                 |                                 |                | Erislandy Savón | Erislandy Savón           | 3                         |                           |  |  |                      |                      |                      |  |
|  |                                 |                                 | Abner Teixeira                  | Abner Teixeira | 2               |                           |                           |                           |  |  |                      |                      |                      |  |
|  | Abner Teixeira                  | Abner Teixeira                  | Abner Teixeira                  | Abner Teixeira | 2               | 5                         |                           |                           |  |  |                      |                      |                      |  |
|  | Abner Teixeira                  | Abner Teixeira                  |                                 |                |                 |                           |                           |                           |  |  |                      |                      |                      |  |
|  | Joaquín Berroa                  | Joaquín Berroa                  | 0                               |                |                 |                           |                           |                           |  |  |                      |                      |                      |  |
|  | Joaquín Berroa                  | Joaquín Berroa                  | 0                               |                | Erislandy Savón | Erislandy Savón           | 4                         |                           |  |  |                      |                      |                      |  |
|  |                                 |                                 |                                 |                |                 |                           |                           |                           |  |  |                      |                      |                      |  |
|  |                                 |                                 | Julio Castillo                  | Julio Castillo | 1               |                           |                           |                           |  |  |                      |                      |                      |  |
|  | José Lucar                      | José Lucar                      | Julio Castillo                  | Julio Castillo | 1               | 5                         |                           |                           |  |  |                      |                      |                      |  |
|  | José Lucar                      | José Lucar                      |                                 |                |                 |                           |                           |                           |  |  |                      |                      |                      |  |
|  | Francisco Cantabrana            | Francisco Cantabrana            | 0                               |                |                 |                           |                           |                           |  |  |                      |                      |                      |  |
|  | Francisco Cantabrana            | Francisco Cantabrana            | 0                               |                | José Lucar      | José Lucar                | 0                         |                           |  |  |                      |                      |                      |  |
|  |                                 |                                 |                                 |                | José Lucar      | José Lucar                | 0                         |                           |  |  |                      |                      |                      |  |
|  |                                 |                                 | Julio Castillo                  | Julio Castillo | 5               |                           |                           |                           |  |  |                      |                      |                      |  |
|  | Julio Castillo                  | Julio Castillo                  | Julio Castillo                  | Julio Castillo | 5               | 3                         |                           |                           |  |  |                      |                      |                      |  |
|  | Julio Castillo                  | Julio Castillo                  |                                 |                |                 |                           |                           |                           |  |  |                      |                      |                      |  |
|  | Deivi Julio                     | Deivi Julio                     | 2                               |                |                 |                           |                           |                           |  |  |                      |                      |                      |  |